# 雪野元吉
雪野 元吉（ゆきの もときち、1897年（明治30年）- 1945年（昭和20年））は、日本の建築家。

## 来歴
名古屋市で生まれ、横浜市で育つ。1922年（大正11年）、東京美術学校（現東京芸術大学）建築科を卒業。同年宮内省内匠寮に入る。
1926年（大正15年）には陸軍砲兵少尉に任じられる。
1928年（昭和3年）、宮内省の命により欧米18ヶ国へ出張。1931年（昭和6年）より臨時帝室博物館造営課勤務となり、帝室博物館（現・東京国立博物館）の実施設計にあたった。1938年（昭和13年）、同博物館の完成とともに退官。川崎重工業に入り、船内装飾にたずさわる。
その後独立し、満州国の新京市忠霊塔などを設計。
コンペティションでは、東京商工奨励館主催の商店建築及店頭計画競技設計で選外、大正大震災記念建造物競技設計で佳作、日本趣味を基調とせる最近建築懸賞 国立国会図書館で二等一席、といった成績を残した。
横浜海岸教会（施工：宮内工務店 竣工：1933年（昭和8年) 鉄筋コンクリート造り3階建 神奈川県横浜市中区日本大通8 横浜市認定歴史的建造物）が、設計で現存する唯一の建物となっている。
その他宮内省時代の主な作品に東伏見宮邸（1925年）、秩父宮邸（1927年）などがある。
1945年、外地にて病没。